# نيكولا ساركوزي

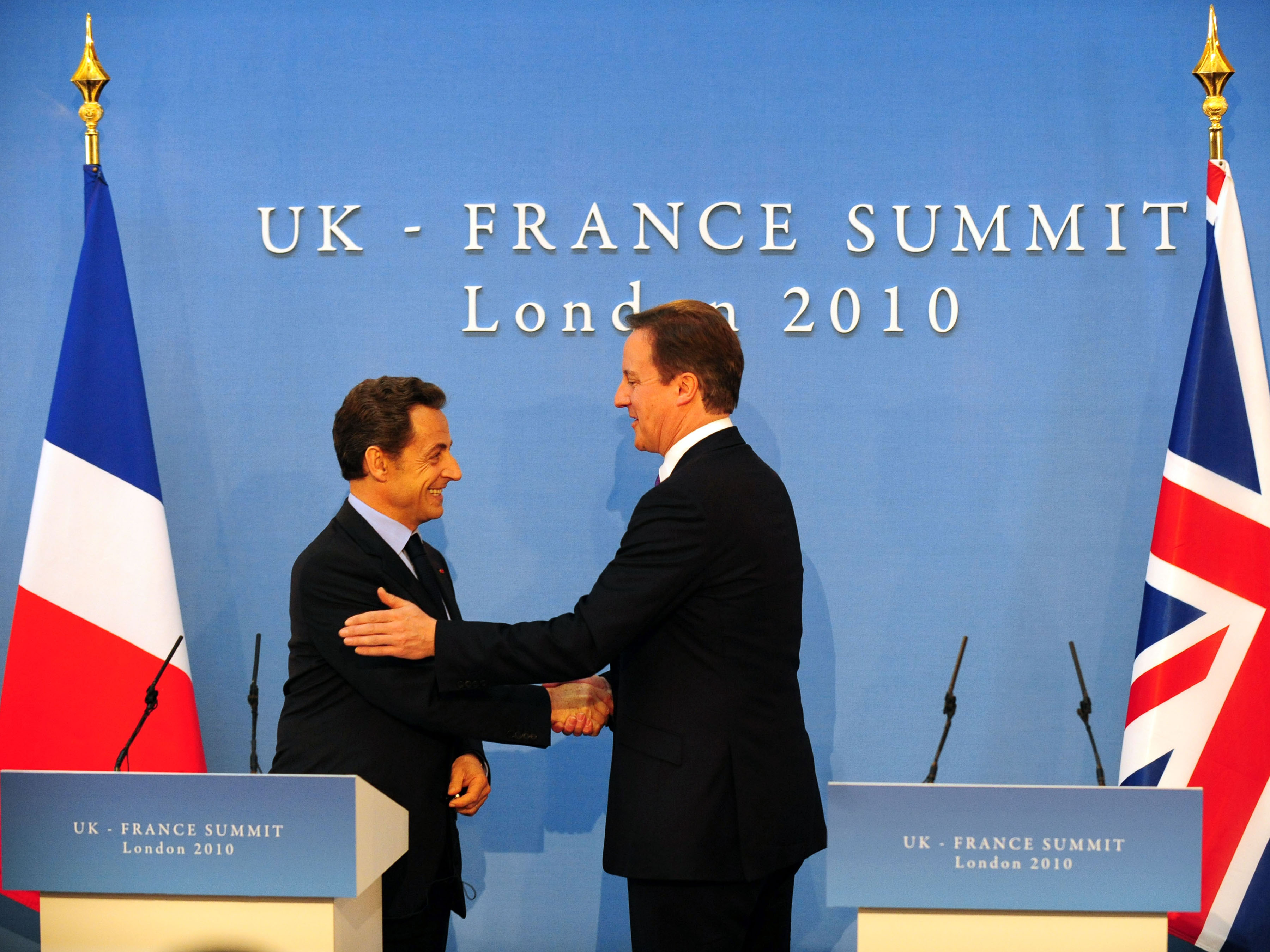
نيكولا ساركوزي وديفيد كاميرون يوقعان إتفاقية تعاون في مجالي الدفاع والأمن في 2 نوفمبر 2010.

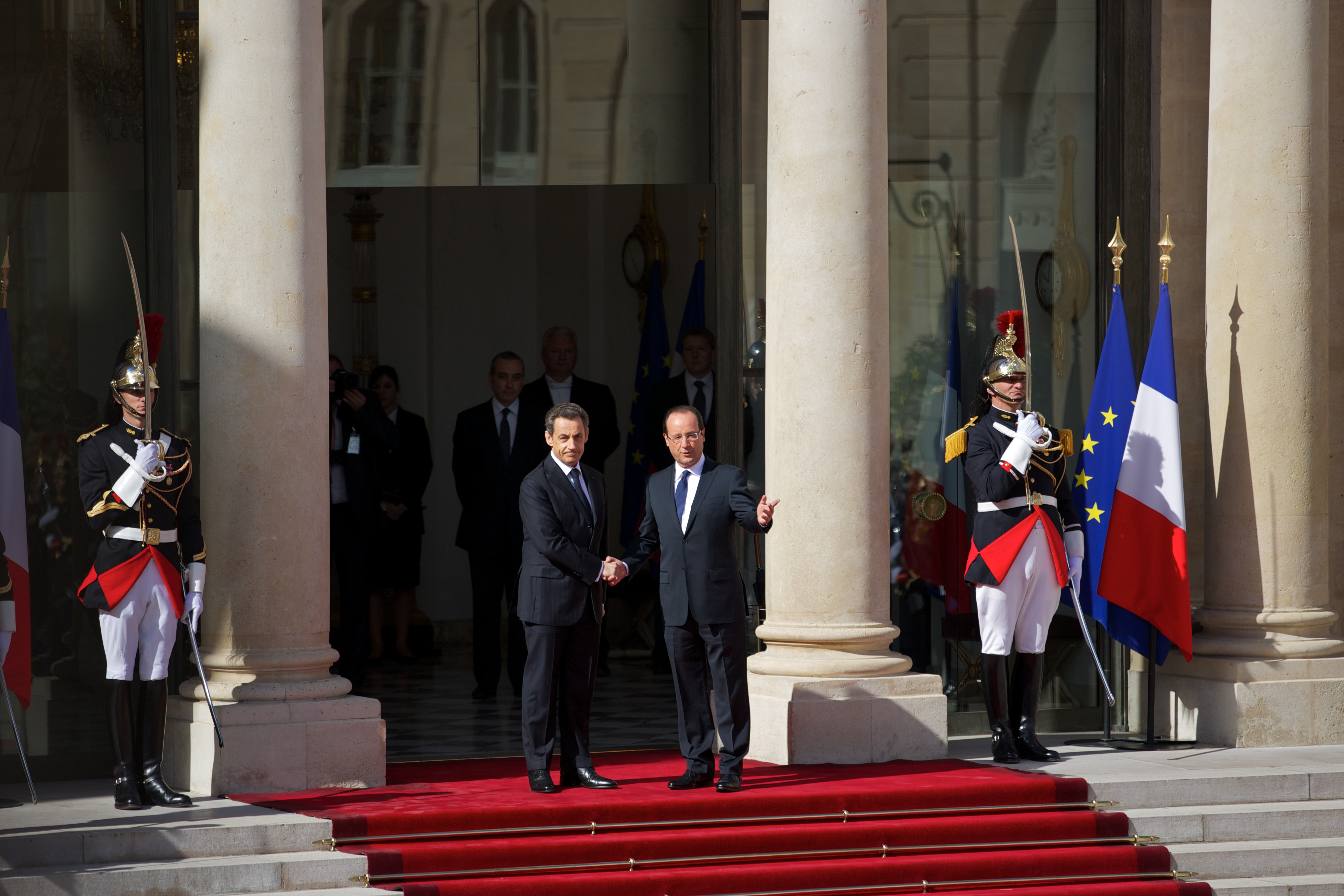
نيكولا ساركوزي وفرنسوا أولاند أثناء تسليم السلطة في 15 مايو 2012 في قصر الإليزيه.

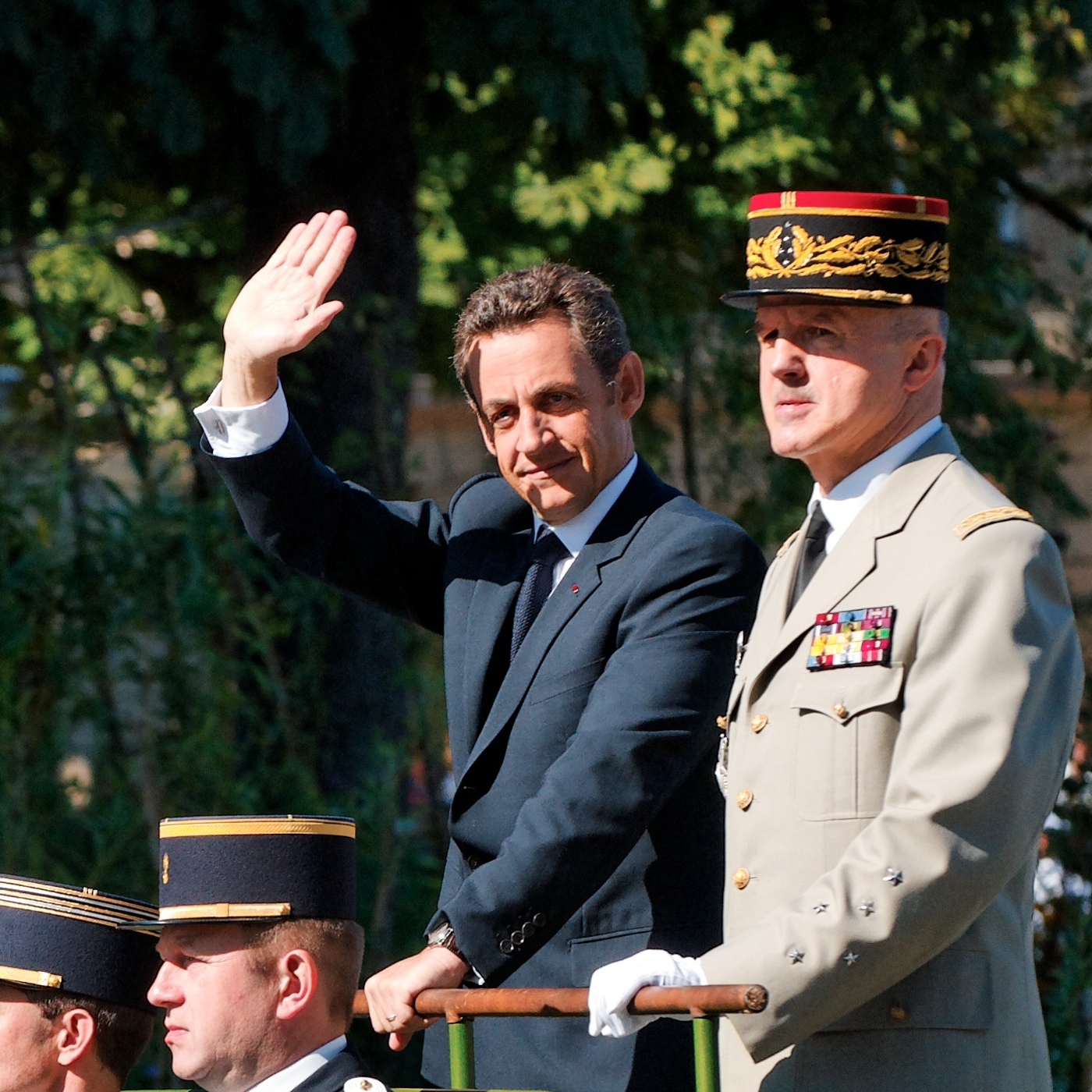
نيكولا ساركوزي أثناء يوم الباستيل واستعراض 14 يوليو العسكري في 14 يوليو 2013.

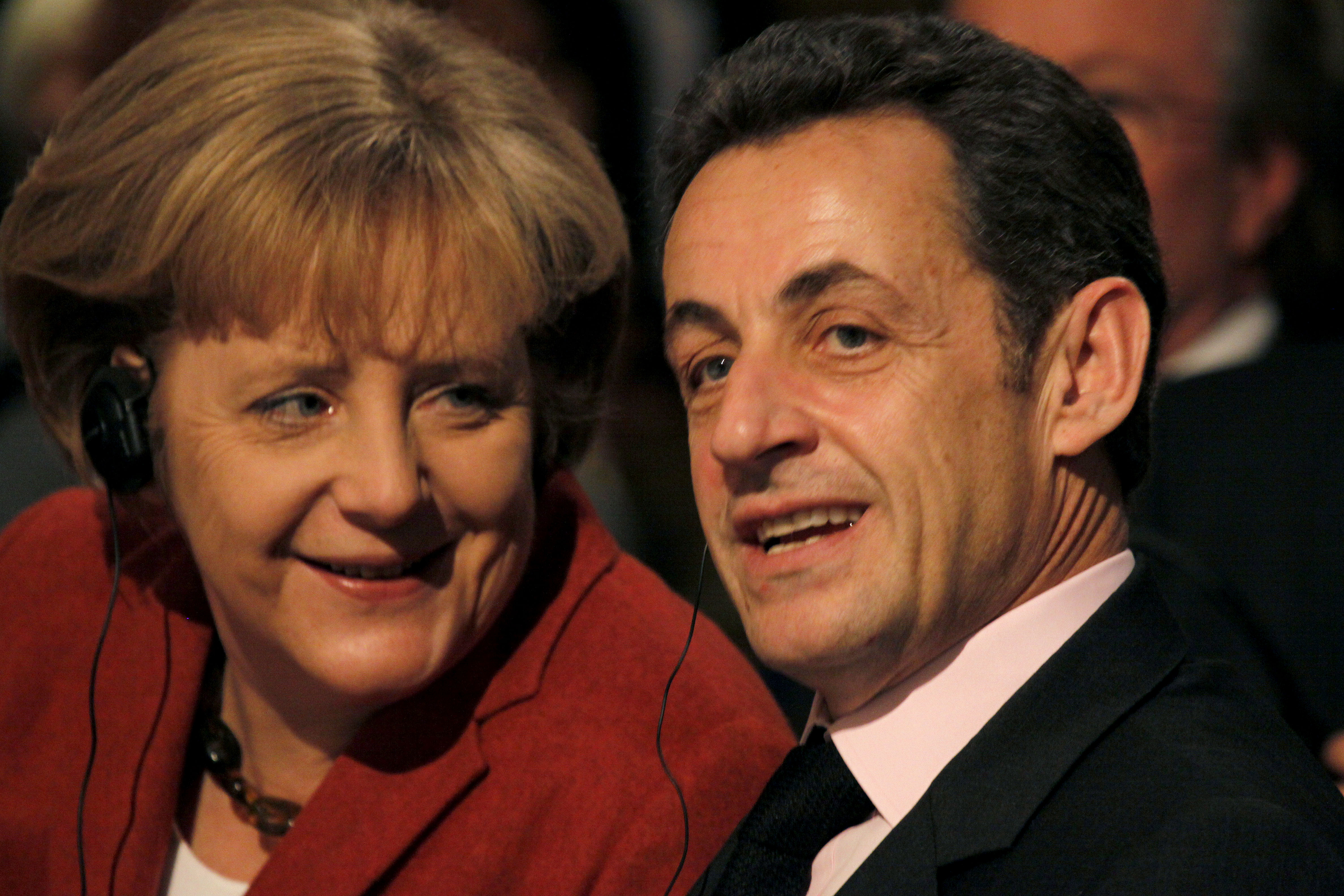
ساركوزي في محادثة مع مستشارة الاتحاد الألماني أنغيلا ميركل في 7 فبراير 2009.

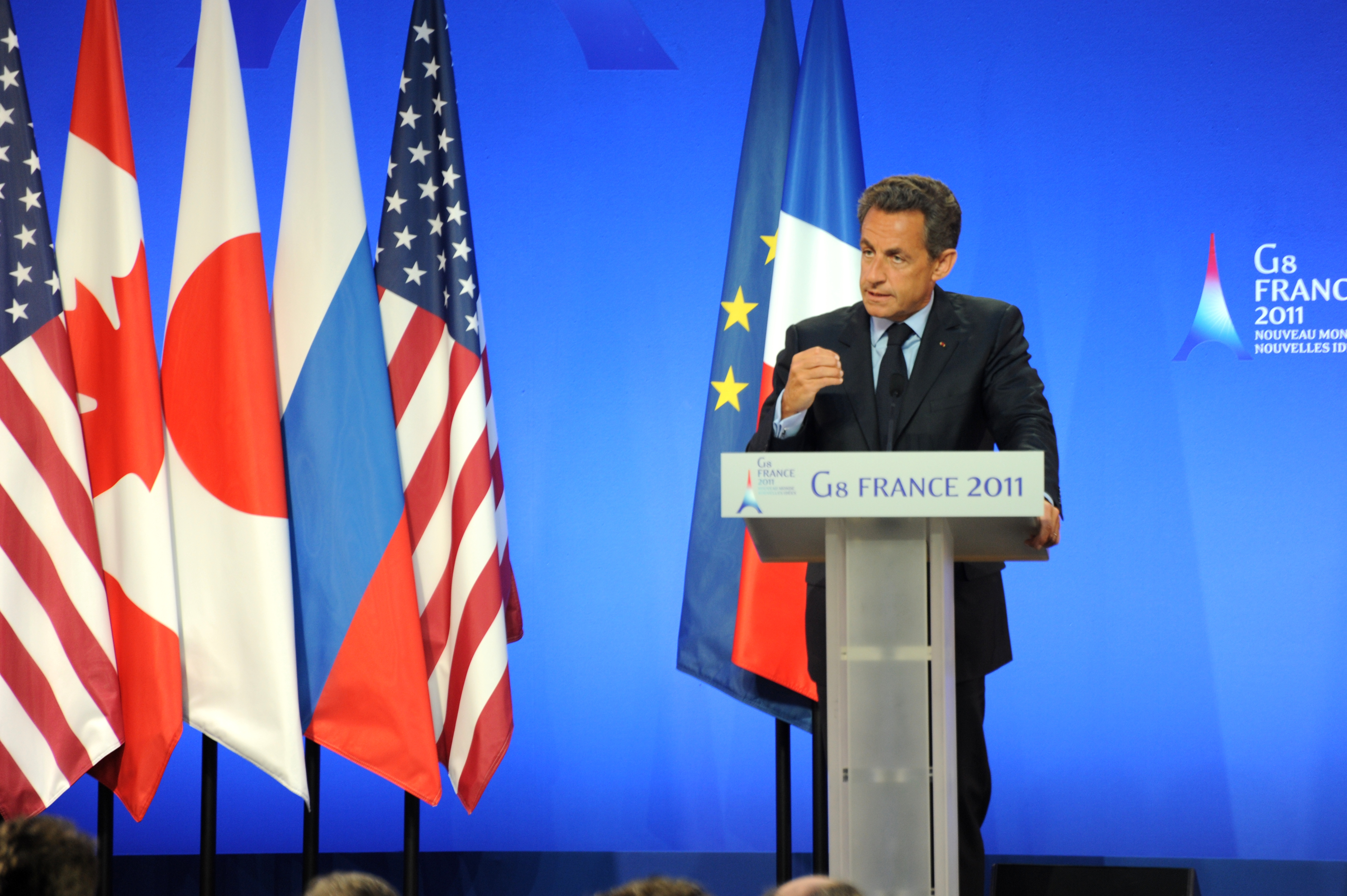
ساركوزي أثناء ندوة صحفية في إطار مجموعة الثماني المقيمة في باريس سنة 2011.

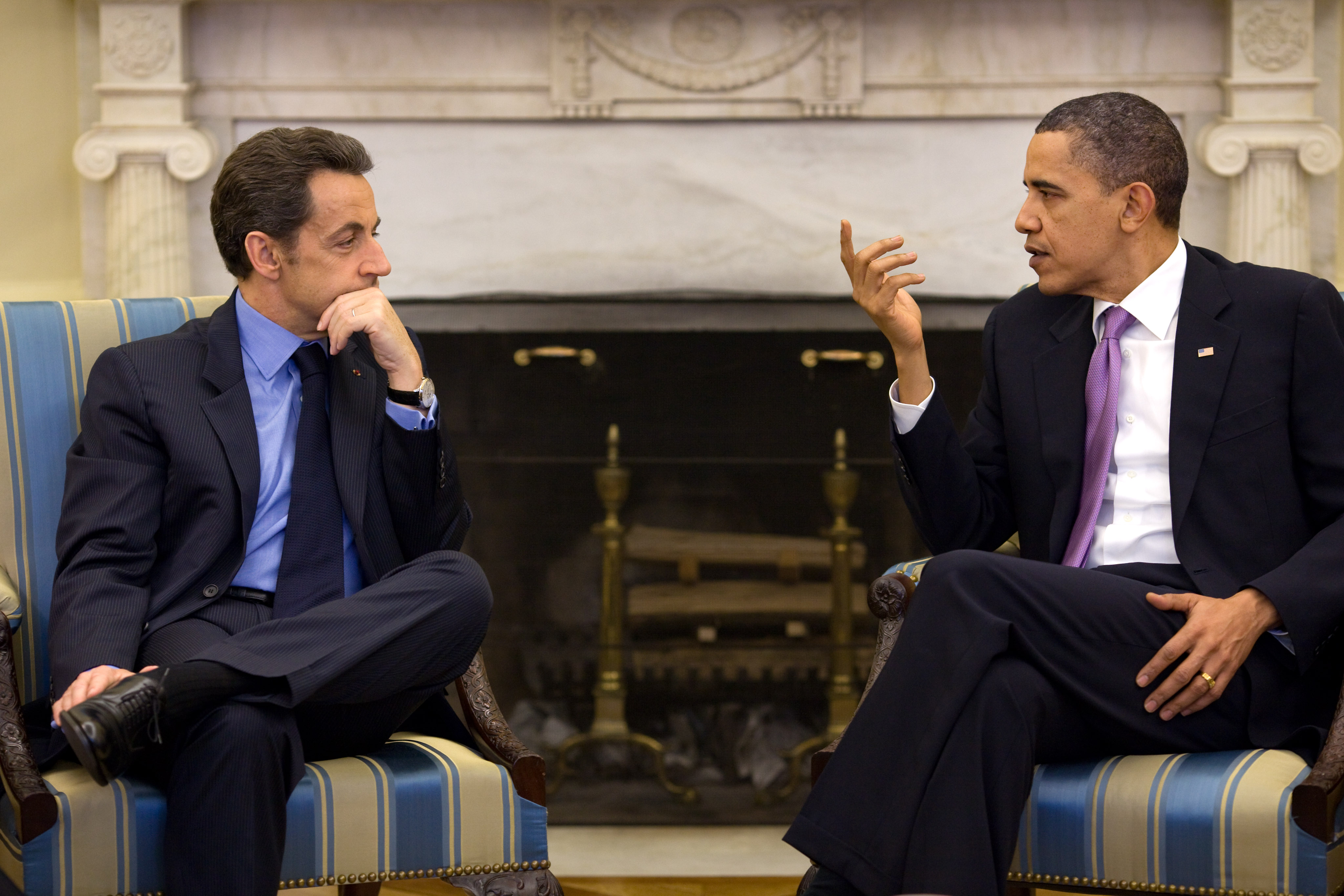
مقابلة بين نيكولا ساركوزي والرئيس الأمريكي باراك أوباما في المكتب البيضاوي في 30 مارس 2010.

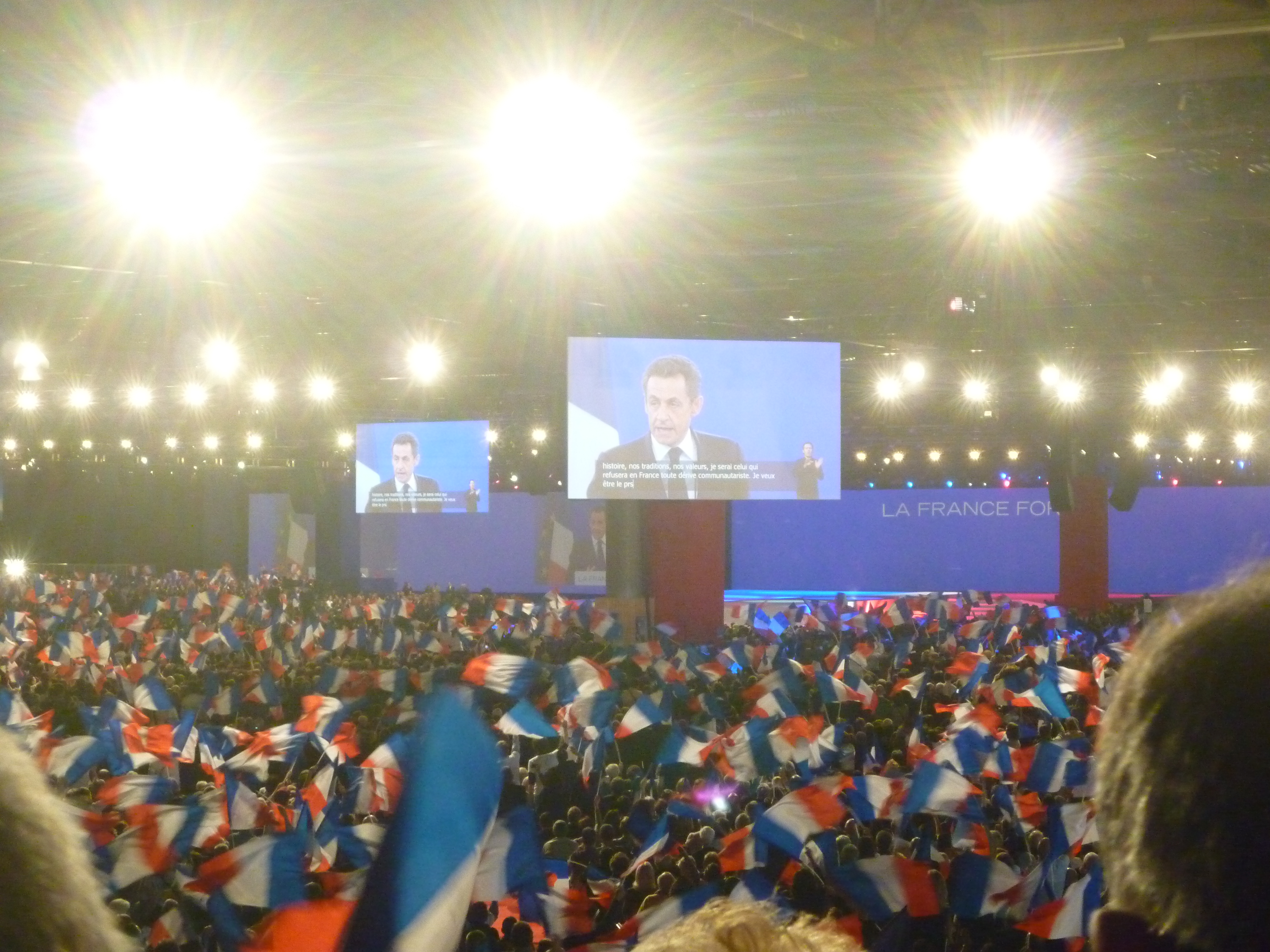
إجتماع مع أنصاره في مدينة فيلبينتي في باريس في 11 مارس 2012.

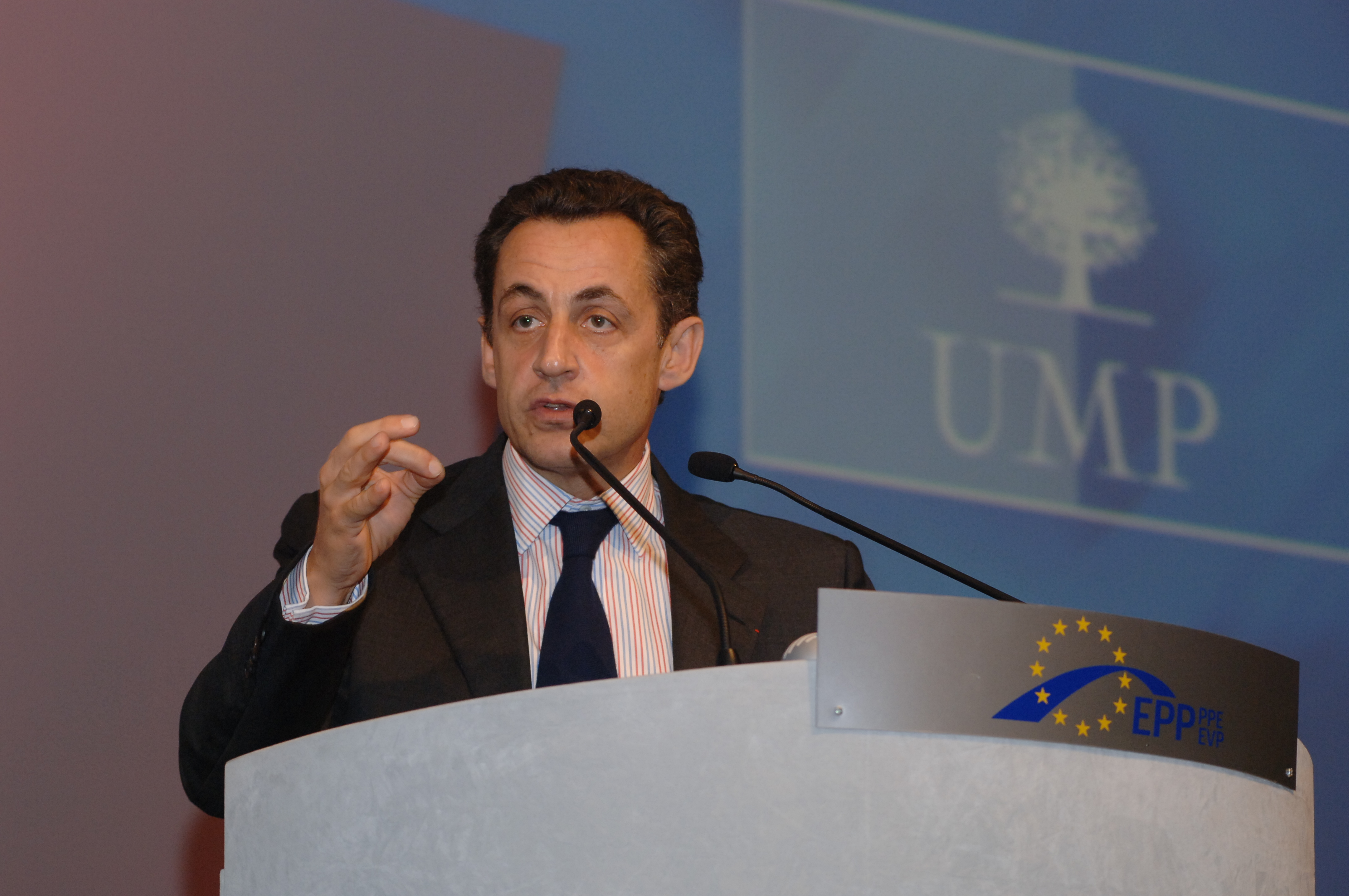
ساركوزي في قمة حزب الشعب الأوروبي المنعقدة في روما.

نيكولا ساركوزي (بالفرنسية: Nicolas Sarkozy) ‏(28 يناير 1955 -)، رئيس الجمهورية الفرنسية بالفترة من 16 مايو 2007 حتى 15 مايو 2012، والده من أصول مجرية كاثوليكية أما أمه من أصول يهودية يونانية، نشأ في باريس.
هو وزير داخلية فرنسي سابق ورئيس حزب الاتحاد من أجل حركة شعبية. استطاع أن يربح بالانتخابات الفرنسية بنسبة 53.2 % من أصوات الناخبين الفرنسيين وذلك بتاريخ 6 مايو 2007 ليصبح رئيسًا للجمهورية الفرنسية خلفًا للرئيس جاك شيراك. واستلم مهامه رسميًا بتاريخ 16 مايو 2007. ثم خسر في انتخابات 6 مايو 2012 أمام فرانسوا أولاند ليكون أول رئيس فرنسي لا يفوز بفترة رئاسية ثانية منذ عام 1981.

في 3 يوليو 2012، داهمت الشرطة الفرنسية مكاتب ساركوزي كجزء من تحقيق في مزاعم بأنه كان ضالعا في تمويل لحملته الانتخابية الرئاسية في 2007, بشكل غير قانوني من ليليان بيتنكور وريثة شركة مستحضرات التجميل العالمية لوريال ومثُل في قصر العدل ببوردو للإدلاء بإفادته حول القضية وتم تبرئته منها.

في 19 سبتمبر 2014، وبعد سنتين من توقفه عن الحياة السياسية، رجع نيكولا ساركوزي للسياسة ليترشح أولا لرئاسة حزب الاتحاد من أجل حركة شعبية ثم يعزم للترشح لولاية ثانية لرئاسة فرنسا سنة 2017. فاز ساركوزي برئاسة حزب الاتحاد من أجل حركة شعبية، ووعد بعدة إصلاحات فيه وستكون جذرية، ولذلك تم تغيير اسم الحزب إلى الجمهوريون وذلك بالرجوع لأعضاء الحزب وأنصاره بالتصويت، أين وافقوا عن تغيير الاسم بنسبة 83%. وأصبح بهذا ساركوزي أول رئيس لحزب الجمهوريون الجديد.
في أكتوبر 2019 أُحيل ساركوزي إلى القضاء الفرنسي بتهمة التمويل غير القانوني لحملته الانتخابية التي هُزم فيها في عام 2012، عرفت القضية باسم (بغماليون) وجرت ملابساتها في مارس وأبريل 2012 حيث تجاوز النفقات المسموح بها للحملة الانتخابية بأكثر من 20 مليون يورو. وقد أمر قاضي تحقيق في 2017 بإحالته مع 13 متهما إضافيين لكن أجل ذلك تقديمه للعديد من الاعتراضات.

## السيرة الذاتية
ولد في فرنسا في 28 يناير 1955 لأب أرستقراطي مجري وأم ذات أصول فرنسية كاثوليكية ويهودية يونانية تحولوا إلى المسيحية لاحقاً، عُمّد ككاثوليكي ونشأ في باريس. تزوج ساركوزي مرتين وأنجب ثلاثة أبناء، الثالث من زوجته السابقة سيسيليا. وهو متخصص بالقانون التجاري ويحمل شهادة الدراسات المعمقة بالعلوم السياسية (الماجستير حسب النظام الفرنسي) Diplome d'Études Approfondies من جامعة باريس.
تزوج الرئيس الفرنسي نيكولا ساركوزي المغنية وعارضة الأزياء كارلا بروني في قصر الإليزيه صباح يوم السبت 2 فبراير 2008م في سابقة يشهدها قصر الإليزيه لأول مرة لرئيس يطلق زوجة ويتزوج من أخرى أثناء ولايته. ونقلت إذاعة أوروبا عن رئيس بلدية الدائرة الثامنة في باريس فرانسوا لوبيل قوله «لقد زوجت اثنين من ناخبي الدائرة الثامنة، يقطنان شارع 55 جادة سانت أونوريه» (وهو عنوان قصر الإليزيه الرئاسي). وهذا الزواج هو الثالث لساركوزي وكان شقورة (53 عاما) قد طلّق زوجته الثانية سيسيليا في أكتوبر/تشرين الأول الماضي بعد زواج استمر 11 عاما. وطلّق شقورة سيسيليا بعد أن حل جميع المسائل بينهما بالتراضي. ولم يكن الطلاق مستغربا لأن السيدة الأولى لفرنسا غابت مرارا عن حضور المناسبات الرسمية وحظيت سيسيليا بمشوار مهني ناجح بفضل عملها عارضة أزياء ثم وموظفة إدارية في البرلمان الفرنسي. وقالت قبل عامين إنها لا تريد أبدا أن تضطلع بالدور التقليدي للسيدة الأولى «فهو يصيبني بالملل، وأنا لست سياسية أبدا». وكان نيكولا وسيسيليا مطلقين عندما تزوجا عام 1996. وكان لكل منهما طفلان من زواج سابق. وأنجب ساركوزي من سيسيليا ولدا أسمياه لويس ويبلغ عمره الآن عشر.
يعد هذا الرئيس من الذين يعيشون علنا حياتهم الخاصة خلاف أسلافه مثل جاك شيراك وفرانسوا ميتيران وشارل ديغول وغيرهم. وقد قيل خلال شهر أبريل 2011, أن زوجته كارلا بروني حامل.

## زواجه من كارلا بروني
في نهاية شهر ديسمبر من عام 2009، التقى نيكولا ساركوزي بالمغنية وعارضة الأزياء السابقة كارلا بروني في حفل عشاء في منزل جاك سيغيلا. زواجهم المدني احتفلوا فيه في الثاني من شهر فبراير من عام 2008 في قصر الإليزيه من قبل عمدة منطقة باريس، وفرانسوا ليبيل، مع الشهود نيكولا Agostinelli ماتيلد عن العريس، وفريدة Khelfa Delterme للعروس.
في التاسع عشر من شهر أكتوبر لعام 2011، أنجبت كارلا بروني ساركوزي ابنة تدعى جوليا. وتعتبر هذه هي المرة الأولى في تاريخ جمهورية فرنسا يصبح الرئيس والداً أثناء فترة ولايته.

## توجهه السياسي
يعتبر نيكولا ساركوزي منذ سنوات الرجل القوي في اليمين الحاكم الفرنسي. وهو من الداعين إلى القطيعة مع السياسات السابقة بهدف إحداث 'تغيير عميق' في البلاد. ودخل ساركوزي المتحدر من أب مجري مهاجر المعترك السياسي قبل أكثر من 30 عاماً وضع خلالها كل طاقته في خدمة طموحه السياسي للوصول إلى رئاسة الجمهورية. وكانت الخطوة الأولى بالنسبة إليه تولّيه في العام 2004 رئاسة الحزب الحاكم (الاتحاد من أجل حركة شعبية)، الذي أسّسه جاك شيراك.

## رئاسة الجمهورية الفرنسية 2007-2012
ترك ساركوزي منصبه كوزير داخلية ورشّح نفسه للانتخابات الرئاسية الفرنسية في عام 2007. ويقدم هذا المحامي رغبته في 'الحديث بصدق' ومواجهة المشكلات التي يعاني منها الفرنسيون، وهذا ما يدفع خصومه إلى اتهامه بـ 'الشعبوية'. وشدد 'ساركو' كما يلقبه المقربون منه والذي يتقدم استطلاعات الرأي منذ 3 أشهر، على العمل على 'التغيير'، قبل أن يلطف هذا المفهوم لطمأنة مخاوف قسم من ناخبيه مستخدماً عبارة 'التغيير الهادئ' من أجل تبديل المشهد السياسي الفرنسي.

يأخذ عليه خصومه أنه يصطاد في مياه اليمين المتطرف، وقد أثيرت هذه الاتهامات مجدداً في ضوء طرحه استحداث 'وزارة للهجرة والهوية الوطنية'. يشدد على أن الفرنسيين يؤيدون تطرقه إلى هذه المسائل معتبراً أنه الوحيد الذي يمكنه احتواء اليمين المتطرف. يتخذ ساركوزي أحياناً مواقف مفاجئة ومتناقضة بطرحه أفكاراً بعيدة عن خطه، فيؤيد إشراك المقيمين الاجانب في الانتخابات المحلية أو يندد بـ «أرباب العمل الانذال» مع اعتناقه الليبرالي.

وأظهرت نتائج الاستفتاء المبدئية على تقدمه على منافسيه المرشحين للرئاسة. وبيوم الانتخاب ضمن المرحلة الأولى حصل على ما يقارب 30% من الأصوات حاصدا المركز الأول وتأهل بذلك إلى المرحلة الثانية من الانتخابات بمواجهة سيغولين رويال.

وبتاريخ 6 مايو ربح بانتخابات المرحلة الثانية أيضا بنسبة 53.2% من أصوات الناخبين بينما حصلت منافسته رويال على 46.8%. وأصبح بذلك رئيسا لفرنسا. بشكل عام، يعتبر ساركوزي أكثر ولاء للولايات المتحدة وإسرائيل من أغلب السياسيين الفرنسيين. واتهم ساركوزي بالوقوف وراء ترشح ابنه جون ساركوزي، لرئاسة EPAD، المؤسسة العامة لتجهيز منطقة La défense. ابنه لم يكن عمره يتجاوز حينإذ الثلاثين ولم يكن قد أنهى دراسته بعد.

## الحياة الشخصية

### الخلفية العائلية
ولد ساركوزي في باريس، وهو ابن بال إستفان إرن ساركوزي دي ناجي بوكسا، (من مواليد 5 مايو 1928)، وهو أرستقراطي مجري بروتستانتي، وأندريه جين «دادو» مالاه (12 أكتوبر 1925 – 12 ديسمبر 2017)، اعتنق والده اليهودي اليوناني الكاثوليكية للزواج من جدة ساركوزي الفرنسية الكاثوليكية. تزوجا في كنيسة سان فرانسوا دي سال، الدائرة السابعة عشرة في باريس، في 8 فبراير 1950، وانفصلا في عام 1959.

### النشأة
خلال طفولة ساركوزي، أسس والده وكالته الإعلانية الخاصة وأصبح ثريًا. عاشت العائلة في منزل فخم يملكه جد ساركوزي لأمه، بينيديكت مالاه، في الدائرة السابعة عشرة في باريس. انتقلت العائلة في وقت لاحق إلى نويي سور سين، واحدة من أغنى البلديات في منطقة إيل دو فرانس غرب باريس مباشرةً. ووفقًا لساركوزي، كان جده الديغولي أكثر تأثيرًا عليه من والده، الذي نادرًا ما رآه. نشأ ساركوزي كاثوليكيًا.
قال ساركوزي إن تخلي والده عنه شكل الكثير مما هو عليه اليوم. كما قال إنه شعر في سنواته الأولى بالنقص فيما يتعلق بزملائه الأكثر ثراءً وطولًا. قال في وقت لاحق «ما جعلني ما أنا عليه الآن هو كمية الإهانات التي عانيت منها خلال طفولتي».

### التعليم
التحق ساركوزي بمدرسة ليسيه شابال، وهي مدرسة عامة متوسطة وثانوية تحظى بتقدير كبير في الدائرة الثامنة في باريس، حيث فشل في دراسته السادسة. ثم أرسلته عائلته إلى مدرسة كورس سانت لويس دي مونسو، وهي مدرسة كاثوليكية خاصة في الدائرة السابعة عشرة، حيث قيل إنه كان طالبًا متوسطًا، ولكن مع ذلك حصل على البكالوريا في عام 1973.
التحق ساركوزي بجامعة باريس 10، حيث تخرج بدرجة الماجستير في القانون الخاص، وبعد ذلك، حصل على شهادة الدراسات المعمقة (دي إي إيه) في قانون الأعمال. كانت جامعة باريس 10 نقطة انطلاق للحركة الطلابية لأحداث مايو 68 التي كانت ما تزال حصنًا للطلاب اليساريين. وسرعان ما انضم ساركوزي، الذي وصف بأنه طالب هادئ، إلى المنظمة الطلابية اليمينية، التي كان نشيطًا فيها. أكمل خدمته العسكرية كعامل نظافة بدوام جزئي في القوات الجوية.
بعد تخرجه من الجامعة، التحق ساركوزي بمعهد الدراسات السياسية بباري، حيث درس بين عامي 1979 و1981، لكنه لم يتخرج بسبب عدم إتقانه للغة الإنجليزية.
فيما بعد أصبح ساركوزي محاميًا متخصصًا في قانون الأعمال والأسرة وكان أحد محامي سيلڤيو برلسكوني الفرنسيين.

### زواجه

#### ماري دومينيك كوليولي
تزوج ساركوزي من زوجته الأولى ماري دومينيك كوليولي في 23 سبتمبر 1982، كان والدها صيدلانيًا من فيكو (قرية تقع شمال أجاكسيو، كورسيكا)، وكان عمها أشيل بيريتي، عمدة نويي سور سين من عام 1947 إلى عام 1983 والمرشد السياسي لساركوزي. أنجبا ولدين، بيير (مواليد 1985)، يعمل الآن منتجًا لموسيقى الهيب هوب، وجان (مواليد 1986) يعمل الآن سياسيًا محليًا في مدينة نويي سور سين حيث بدأ ساركوزي حياته السياسية الخاصة. كان أفضل رجل في عهد ساركوزي هو السياسي اليميني البارز شارل باسكوا، الذي أصبح فيما بعد معارضًا سياسيًا. تطلق الثنائي في عام 1996، بعد انفصالهما لعدة سنوات.

#### سيسيليا سيجانير ألبينيز
بصفته عمدة نويي سور سين، التقى ساركوزي بعارضة الأزياء السابقة والمديرة التنفيذية للعلاقات العامة سيسيليا سيجانير ألبينيز (حفيدة الملحن إسحاق ألبينيز وأباها مولدوفي). في عام 1988، تركت زوجها من أجل ساركوزي، وتطلقا بعد عام واحد. تزوجت هي وساركوزي في أكتوبر 1996، وشهد على زواجهما مارتن بويج وبرنار أرنو. ولهما ابن واحد، لويس، وُلد في 23 أبريل 1997.
بين عامي 2002 و 2005، غالبًا ما ظهر الزوجان معًا في المناسبات العامة، حيث كانت سيسيليا ساركوزي تعمل كمساعدة رئيسية لزوجها. ولكن في 25 مايو 2005، كشفت صحيفة لوماتان السويسرية أنها تركت ساركوزي من أجل المواطن الفرنسي المغربي ريتشارد أتياس، رئيس بابليسي في نيويورك. وكانت هناك اتهامات أخرى ذات طابع خاص في لوماتان، ما دفع ساركوزي لرفع دعوى قضائية ضد الصحيفة. وفي غضون ذلك، قيل إنه كان على علاقة مع صحفية من صحيفة لوفيغارو، آن فولدا.
انفصل ساركوزي وسيسيليا في نهاية المطاف في 15 أكتوبر عام 2007، بعد وقت قصير من انتخابه رئيسًا.

#### كارلا بروني
بعد أقل من شهر من انفصاله عن سيسيليا، التقى ساركوزي بالمغنية الإيطالية الأصل، وكاتبة الأغاني، وعارضة الأزياء السابقة كارلا بروني في حفل عشاء، وسرعان ما دخل معها في علاقة. تزوجا في 2 فبراير 2008 في قصر الإليزيه في باريس.
للزوجين ابنة، جوليا، ولدت في 19 أكتوبر 2011. كانت هذه هي المرة الأولى التي ينجب فيها رئيس فرنسي طفلًا علنًا أثناء وجوده في منصبه.

## ولايات العهد والوظائف

### الوظائف السياسية
- 1977: عضو اللجنة المركزية للتجمع من أجل الجمهورية.
- 1978-1979: المندوب الوطني لشباب التجمع من أجل الجمهورية.
- 1981: رئيس اللجنة الوطنية للشباب في دعم الرئيس جاك شيراك في الانتخابات الرئاسية الفرنسية 1981.
- 1988: أمين عام التجمع من أجل الجمهورية مكلف بالشباب والتكوين.
- 1989: أمين عام التجمع من أجل الجمهورية مكلف بالتحريك، والشباب والتكوين، والمدير المشارك لقائمة الاتحاد في الانتخابات الأوروبية 1989.
- 1992-1993: نائب الأمين العام للتجمع من أجل الجمهورية ومكلف بالاتحادات.
- 1995: متحدث باسم إدوار بالادور في الانتخابات الرئاسية الفرنسية 1995.
- 10 يوليو 1997-6 فبراير 1998: المنسق والمتحدث باسم الإدارة المؤقتة للتجمع من أجل الجمهورية.
- 6 فبراير 1998-4 أكتوبر 1999: الأمين العام للتجمع من أجل الجمهورية.
- 16 أبريل 1999-4 ديسمبر 1999: الرئيس المؤقت للتجمع من أجل الجمهورية. رئيس قائمة التجمع من أجل الجمهورية وحزب الديمقراطية الليبرالية في الانتخابات الأوروبية 1999.
- 3 مايو 2000: رئيس اللجنة الإقليمية للتجمع من أجل الجمهورية في هوت دو سين.
- 28 نوفمبر 2004-14 مايو 2007: رئيس الاتحاد من أجل حركة شعبية الثاني (التجمع من أجل الجمهورية سابقا).
- 2 ديسمبر 2014-30 مايو 2015: رئيس الاتحاد من أجل حركة شعبية الرابع.
- 30 مايو 2015- الآن: رئيس الجمهوريون الأول (الاتحاد من أجل حركة شعبية سابقا).

### ولايات عهدة محلية
- 1977-2007: مستشار بلدي لنويي-سور-سين.
- 1986-1988: نائب رئيس المجلس العام لهوت دو سين مكلف بالتعليم والثقافة.
- 1985-1988: المستشار العام لهوت دو سين عن كانتوننويي-سور-سين الشمالية.
- 29 أبريل 1983-7 مايو 2002: رئيس بلدية نويي-سور-سين (ثم نائب رئيس البلدية).
- 1983-1988: المستشار العام لإيل-دو-فرانس.
- 2004-2007: المستشار العام لهوت دو سين عن كانتون نويي-سور-سين الشمالية.
- 1 أبريل 2004-14 مايو 2007: رئيس المجلس العام لهوت دو سين (استقال بعد ترأسه للجمهورية).

### ولايات العهدة البرلمانية
- نائب الدائرة السادسة عن هوت دو سين:
  - 23 يونيو 1988-1 أبريل 1993: انتخب ب67% من الأصوات.
  - 2 أبريل 1993-1 مايو 1933: انتخب ب65% من الأصوات، عوض بنائبه تشارلز سيكالدي رينو بعد تعيين ساركوزي في الحكومة.
  - 24 سبتمبر 1995-21 أبريل 1997: انتخب ب76% في الدورة الثانية، بعد استقالة نائبة.
  - 1 يونيو 1997-7 يونيو 2000: انتخب ب56% من الأصوات، عوض بنائبته جويل سيكالدي رينو بعد تعيينه في الحكومة.
  - 19 يونيو 2002-18 يوليو 2005: انتخب ب69% من الأصوات، عوض بنائبته بعد تعيينه في الحكومة.
  - 13 مارس 2005-2 يوليو 2005: انتخب ب71% من الأصوات، بعد استقالة نائبته الأولى، عوض بنائبته الثانية بعد تعيينه في الحكومة.
- نائب فرنسي في البرلمان الأوروبي:
  - 20 يوليو 1999-14 سبتمبر 1999: نائب في البرلمان الأوروبي.

### الحقائب الوزارية
- وزير:
  - 30 مارس 1993-11 مايو 1995: وزير الموازنة في حكومة بالادور (إدوار بالادور).
  - 30 مارس 1993-19 يناير 1995: الناطق الرسمي باسم الحكومة في حكومة بالادور.
  - 19 يوليو 1994-11 مايو 1995: وزير الاتصالات في حكومة بالادور (إدوار بالادور).
  - 7 مايو 2002-30 مارس 2004: وزير الداخلية في حكومة جان بيير رافاران حكومة رافاران الأولى وحكومة رافاران الثانية (جان بيير رافاران).
- كاتب دولة:
  - 31 مارس 2004-29 نوفمبر 2004: كاتب دولة لدى وزير الاقتصاد والمالية في حكومة رافاران الثالثة.
  - 2 يونيو 2005-26 مارس 2007: كاتب دولة لدى وزير الداخلية في حكومة فيلبان (دومينيك دو فيلبان).

### رئاسة الجمهورية
- 6 مايو 2007: انتخب رئيسا للجمهورية الفرنسية في الدورة الثانية من الانتخابات الرئاسية الفرنسية 2007.
- 16 مايو 2007: أخذ الحكم رسميا بعد أن تسلم الحكم من جاك شيراك وباشر مهامه كرئيس للجمهورية وأصبح أمير أندورا المشترك.
- 17 مايو 2007: عين فرنسوا فيون الذي كان مستشاره السياسي كرئيس للوزراء.
- 18 يونيو 2007: بعد الانتخابات التشريعية الفرنسية 2007، استقالة حكومة فيون الأولى، ولكن ساركوزي عينه لتكوين حكومة جديدة وأصبحت فيما بعد حكومة فيون الثانية.
- 1 يوليو 2008-31 ديسمبر 2008: رئيس المجلس الأوروبي.
- 12 نوفمبر 2010-4 نوفمبر 2011: رئيس مجموعة العشرين.
- 13 نوفمبر 2010: قدم فرانسوا فيون استقالة حكومته لساركوزي. قبلها ساركوزي ولكنه من الغد عينه مرة أخرى لتكوين الحكومة، وأنشأ بعد ذلك حكومة فيون الثالثة.

### الوظائف العدلية
- منذ 15 مايو 2012: عضو في المجلس الدستوري الفرنسي.

## الجوائز والأوسمة

### أوسمة رسمية
- وسام جوقة الشرف:
  - رتبة فارس في 31 ديسمبر 2004.
  - الصليب الأكبر في 2007.
  - السيد الأكبر في 16 مايو 2007.
- الصليب الأكبر في وسام الاستحقاق الوطني بصفته سيدا أكبرا بين 16 مايو 2007 و15 مايو 2012.
- رتبة القائد من وسام ليوبولد (بلجيكا) سنة 2004.
- فارس الصليب الأكبر في وسام الحمام (بريطانيا) في 26 مارس 2008.
- صليب أكبر في وسام سانت تشارلز (موناكو) في 25 أبريل 2008.
- وسام النصر لسان جورج (جورجيا).
- وشاح وسام ستارا بلانينا (بلغاريا).
- رتبة القلادة الكبيرة في الوسام الوطني للصليب الجنوبي (البرازيل) في 5 سبتمبر 2009.
- قلادة وسام كارلوس الثالث (إسبانيا) في 2009.
- ميدالية الريد لدوره أثناء عملية إختطاف روضة أطفال نويي.
- وسام المجد (أرمينيا) في أكتوبر 2011.
- رتبة فارس في وسام الصوف الذهبي (إسبانيا) في نوفمبر 2011.
- قلادة مبارك الكبير

### الأوسمة الفكاهية
- بيغ براذرز أواردز في سنة 2005 لأعماله الفنية، تقدمها برايفسي انترناشيونال.
- جائزة إزنوغود في 1999.

## تدخله في ليبيا
تدخل ساكوزي في الثورة الليبية بعد أن اُنتقد لعدم دعمه للثورتين التونسية، والمصرية، حيث طالب باستقالة العقيد معمر القذافي. وفي 10 مارس 2011، استقبل مبعوثي المجلس الوطني الانتقالي الليبي، ووعدهم بفرض منطقة حظر جوي على طائرات القذافي. وفي 17 مارس 2011، صدر قرار مجلس الأمن الدولي رقم 1973 إيفاءاً للوعد الفرنسي القاضي بفرض هذه المنطقة. وفي 19 مارس 2011، قام سلاح الجو الفرنسي بأولى ضربات قوات التحالف قوات القذافي.

## خسارته في انتخابات 2012
فاز الاشتراكي فرنسوا أولاند بالانتخابات الرئاسية الفرنسية التي جرت الأحد 6/ 5 ليصبح بذلك الرئيس السَّابع في الجمهورية الخامسة لمدة خمس سنوات.

يعتبر هولاند الرئيس اليساري الثاني بعد فرانسوا ميتران الذي حكم فرنسا ما بين 1981 و 1995. وأشارت تقديرات أربع مؤسسات استطلاع رأي الناخبين عند صناديق الاقتراع إلى فوز هولاند بما نسبته 52 في المئة بينما حصل ساركوزي على 48%. بهذه الهزيمة يكون الرئيس نيكولا ساركوزي آخر القادة الأوروبيين الذين أطاحت بهم الأزمة الاقتصادية بعد اليونان وإسبانيا وإيطاليا.

## قضايا عدلية

### توقيف عدة ساعات
في 1 يوليو 2014، أوقف القضاء الفرنسي نيكولا ساركوزي صباح الثلاثاء على ذمة التحقيق وذلك في إطار تحقيق حول تهمة استغلال النفوذ، وتم إطلاق سراحه بعد ذلك وتمّت تبرئته.

### تحقيق في تمويل غير مشروع
في أبريل، 2013، فتح القضاء الفرنسي تحقيقًا حول تلقي نيكولاي ساركوزي تمويلًا غير مشروع لحملته الانتخابية، المبلغ موضع التحقيق هو 50 مليون يورو. كان مصدر هذه التهم زياد تقي الدين، وهو رجل أعمال لبناني قال أنه لديه وثائق تثبت الاتهام. كما قال سيف الإسلام القذافي في مقابلة مع يورونيوز أن ليبيا قدمت تمويلًا لحملة ساركوزي الرئاسية. نفى ساركوزي الاتهامات وتوعد بمقاضاة موقع ميديابارت الذي نشر وثيقة تشير إلى استعداد ليبيا لتقديم تمويل للحملة الانتخابية.

تمت تبرئة ساركوزي بعد ذلك